# Zhuanglang
Zhuanglang, tidigare stavat Chwanglang, är ett härad inom Pingliangs stad på prefekturnivå i provinsen Gansu i nordvästra Kina.
Zhuanglang är indelat i ett stadsdelsdistrikt, 15 köpingar och tre socknar.
Stadsdelsdistrikt (jiedao):

- Shuiluo (水洛街道) [a]

Köpingar (zhen):

- Dazhuang (大庄镇)
- Handian (韩店镇)
- Liangyi (良邑镇)
- Liuliang (柳梁镇)
- Nanhu (南湖镇)
- Nanping (南坪镇)
- Pan'an (盘安镇)
- Shuiluo (水洛镇) [a]
- Tonghua (通化镇)
- Wanquan (万泉镇)
- Wolong (卧龙镇)
- Yangchuan (阳川镇)
- Yongning (永宁镇)
- Yuebao (岳堡镇)
- Zhudian (朱店镇)

Socknar (xiang):

- Yanghe (杨河乡)
- Zhaodun (赵墩乡)
- Zhenghe (郑河乡)